# Riegersburg
För andra betydelser, se Riegersburg (olika betydelser).
Riegersburg är en köpingskommun i det österrikiska förbundslandet Steiermark. Orten ligger i distriktet Südoststeiermark cirka 7 km nordost om Feldbach vid riksvägen B66 (Feldbach – Ilz).
Riegersburg ligger vid foten av en basaltklippa som höjer sig brant cirka 200 meter över omgivningen. På denna klippa byggdes på 1000-talet en borg, uppkallad efter jorddrotten Rüdiger (1138: Ruotkerspurch) och vid borgbergets fot anlades omkring 1140/1150 ett litet samhälle. Orten utvecklades under 1500-talet till en liten lokal köping, men konkurrensen från de näraliggande städerna Feldbach och Fürstenfeld begränsade köpingens utveckling.
Riegersburg är en turistort. Framför allt den väl bevarade stora fästningen Riegersburg som bland annat inrymmer ett museum och en utställning som attraherar besökare.

## Kommunen
Kommunen har 5 005 invånare (2024) och består av 16 orter (Ortschaften) (inom parentes invånarantal 1 januari 2024):

- Altenmarkt bei Riegersburg (455)
- Bergl (287)
- Breitenfeld an der Rittschein (390)
- Dörfl (205)
- Edelsgraben (112)
- Grub I (68)
- Krennach (424)
- Lembach bei Riegersburg (337)
- Lödersdorf I (685)
- Lödersdorf II (126)
- Neustift (138)
- Oberkornbach (123)
- Riegersburg (657)
- Sankt Kind (275)
- Schweinz (295)
- Schützing (428)

Kommunen fick sin nuvarande form den 1 januari 2015 genom en sammanslagning av kommunerna Breitenfeld an der Rittschein, Kornberg bei Riegersburg, Lödersdorf och Riegersburg.